# 링겐베르크성
링겐베르크성(Ringgenberg Castle)은 스위스 베른주의 링겐베르크 시정촌에 있는 성이다. 국가적으로 중요한 스위스 문화유산이다.

## 역사
브리엔츠 호수 위의 바위 같은 고지는 후기 청동기 시대에 처음으로 점령되고 요새화되었다.
중세 시대에 성 주변의 땅은 브리엔츠와 라론의 남작이 소유했다. 1231년경에 그들은 링겐베르크 마을로 이사했고 곧이어 성으로 들어갔다. 링겐베르크성은 아마도 12세기 동안 여러 단계에 걸쳐 지어졌을 것이다. 1240년 역사서에 처음 등장한다.
13세기 동안 링겐베르크 백작은 종종 인터라켄 수도원을 희생시키면서 세력을 확장했다. 필립 폰 링겐베르크(1351 ~ 1374) 시대에 부동산이 파괴되기 시작했다. 1351년에 부지 일부가 수도원에 매각되었다. 1381년 링겐베르크성은 우리 주의 군대에 의해 불타고 약탈되었고, 피터만 폰 링겐베르크 백작은 사슬로 옵발덴으로 끌려갔다. 1386년에 성과 토지는 베른에 할당되었다. 그러나 도시는 불타버린 성을 재건할 자금이 부족했고, 1411년과 1439년에 성과 마을의 일부가 인터라켄에 매각되었다. 몇 년 후인 1445년에 베른은 땅을 되찾았지만, 1457년에 다시 잃었다.
1528년, 베른시는 개신교 종교 개혁의 새로운 신앙을 채택하고 그것을 베른 오버란트에 부과하기 시작했다. 링겐베르크는 다른 많은 마을과 수도원에 합류하여 새로운 신앙에 대한 반란에 실패했다. 베른이 오버란트에 자신의 의지를 강요한 후, 그들은 수도원을 세속화하고 모든 수도원 땅을 합병했다. 링겐베르크는 인터라켄의 베른 영지의 일부가 되었다.
이 교회는 건축가 아브라함 둔츠에 의해 1670년 링겐베베르크 성터에 세워졌다. 둔츠는 성벽과 벽탑 중 하나를 새 마을 교회에 통합했다.
성터는 1928년, 1946~49년 및 2006~2008년에 수리, 개조되었다.